# Kollafjörður
El Kollafjörður ([ˈkolɑʰˌfjœrðʏr]ⓘ) es un fiordo de Islandia situado en la región de Höfuðborgarsvæði al sudoeste del país.

## Territorio
Kollafjörður se encuentra al norte de la capital Reikiavik, entre las penínsulas de Seltjarnarnes y de Kjalarnes. Al norte se encuentra enmarcado por el macizo del Esja y al sur por el de Álftanes. Baña los municipios de Reikiavik al norte, al este y al sur y el de Mosfellsbær al sureste. Es uno de los fiordos de la gran bahía de Faxaflói, que cubre el sudoeste de Islandia.

## Islas e islotes
Su litoral comprende varias bahías separadas por pequeñas penínsulas y algunas islas deshabitadas se encuentran a lo largo de su litoral meridional: Akurey, Engey, Lundey, Viðey y Þerney.

## Galería

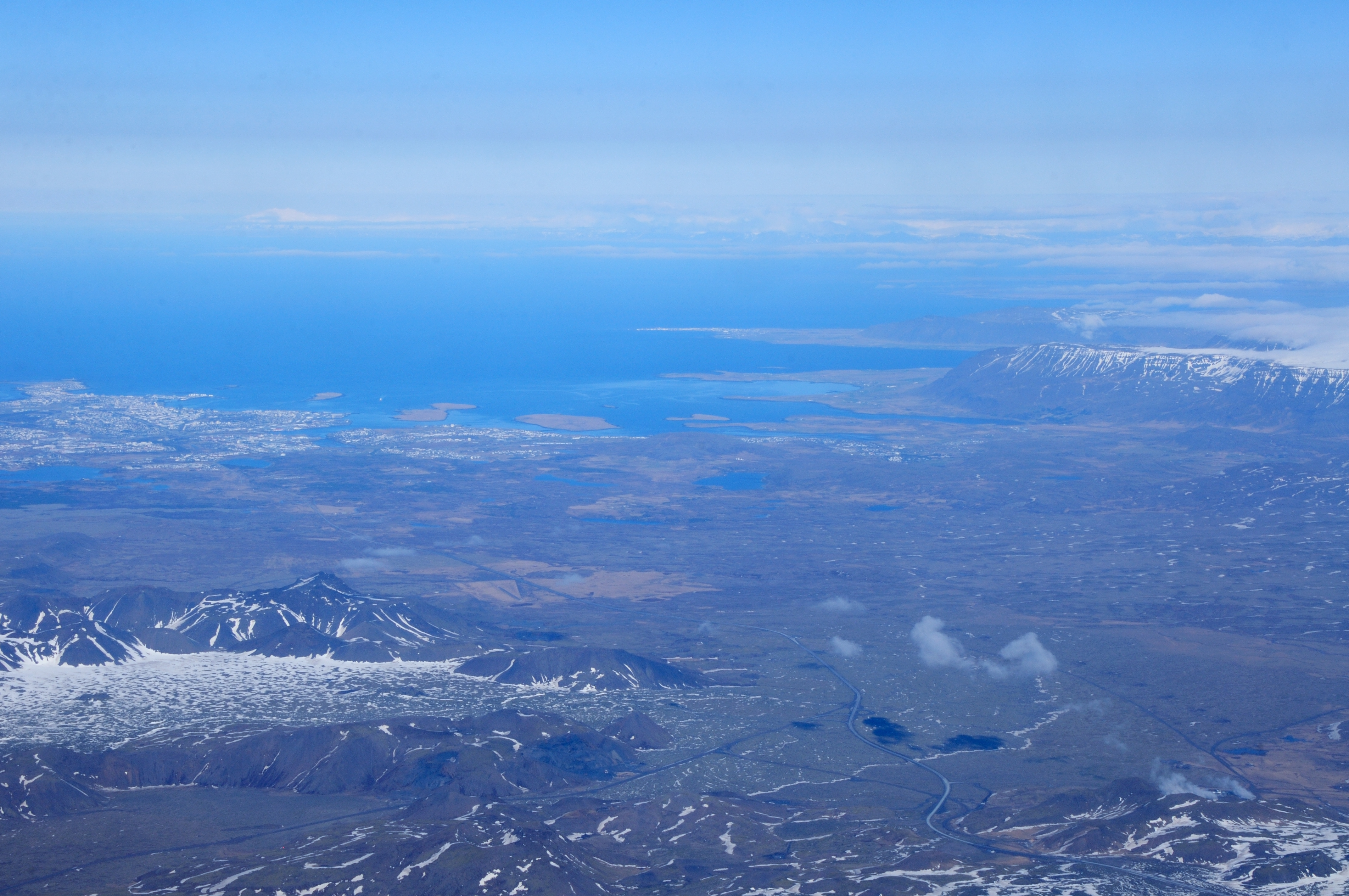
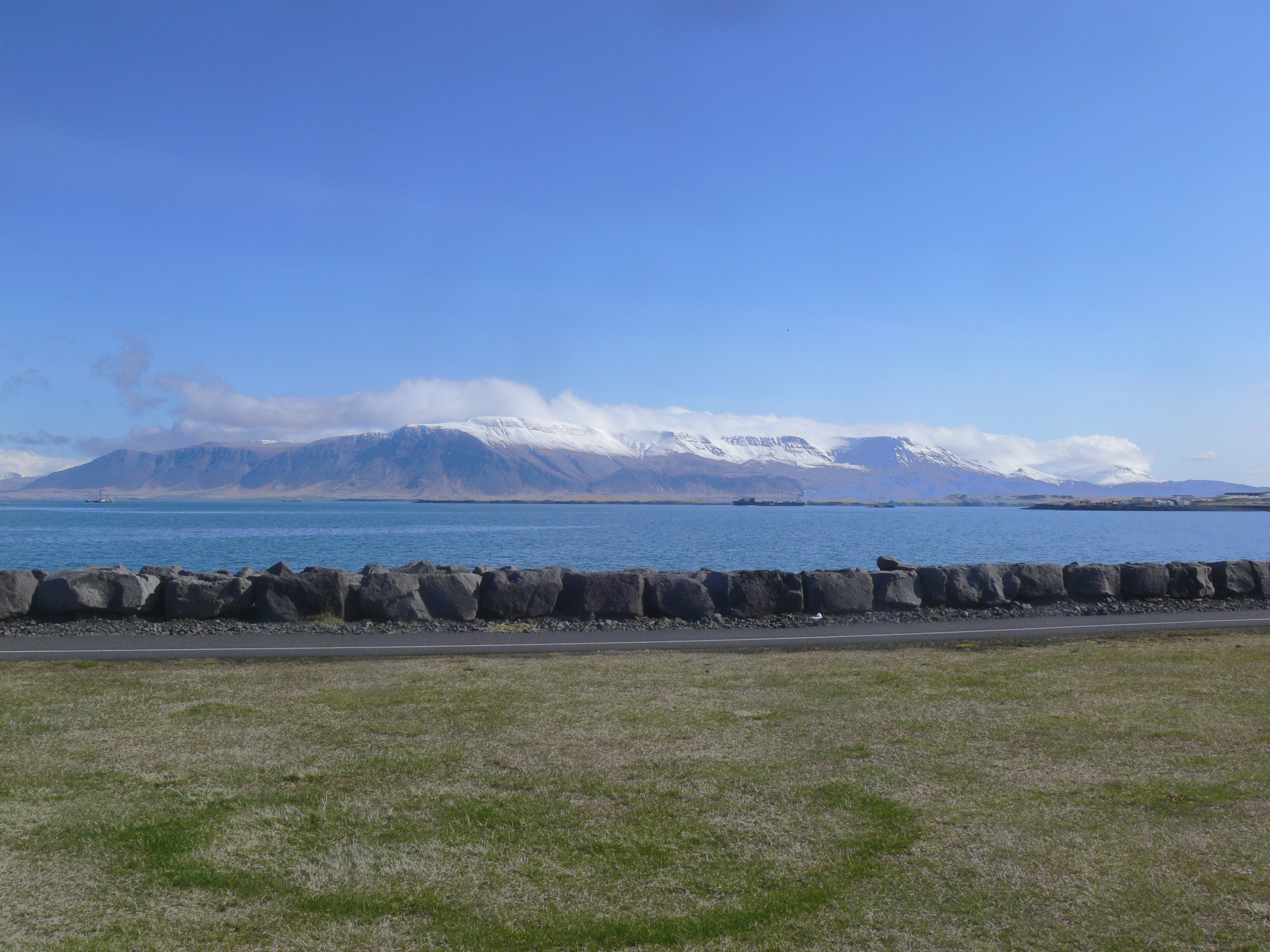
Kollafjörður desde Seltjarnarnes